# Cyrus Rutto
Cyrus Rutto (21 aprile 1992) è un ex mezzofondista keniota.

## Biografia
Nel 2019 ha ricevuto una squalifica di quattro anni per delle anomalie nel passaporto biologico.

## Palmarès
| Anno | Manifestazione | Sede   | Evento       | Risultato | Prestazione | Note  |
| ---- | -------------- | ------ | ------------ | --------- | ----------- | ----- |
| 2017 | Mondiali       | Londra | 5000 m piani | 13º       | 13'48"64    |       |
| 2018 | Africani       | Asaba  | 5000 m piani | dq        | 13'53"78    | [ 2 ] |

## Campionati nazionali
2012
- 6º ai campionati kenioti juniores, 5000 m piani - 13'57"62

2015
- 9º ai campionati kenioti, 5000 m piani - 13'50"05

2016
- 8º ai campionati kenioti, 5000 m piani - 13'49"20

## Altre competizioni internazionali[3]
2013
- Bronzo ai FBK Games ( Hengelo), 5000 m piani - 13'12"91

2016
- 10º ai London Anniversary Games ( Londra), 5000 m piani - 13'23"77
- 14º al Meeting de Paris ( Parigi), 3000 m piani - 7'52"24

2017
- 11º all'Athletissima ( Losanna), 5000 m piani - 13'48"67
- 14º al Meeting de Paris ( Parigi), 3000 m piani - 8'04"56